# Forteresse de l'Oubli
La Forteresse de l'Oubli fut, durant l'Antiquité tardive, une des plus célèbres prisons de l'empire sassanide, destinée à enfermer les opposants au pouvoir impérial perse. Elle est située en Susiane, dans le Khouzistan iranien.

## Origines de la prison et sources

### Origine du lieu et premières mentions
La Forteresse de l'Oubli est mentionnée dans les textes pour la première fois en 368 apr. J.-C., lorsque le roi d’Arménie Arsace fut déchu de son trône par l’expansion sassanide dans le Caucase du Sud.
Selon Ammien (XXVII, 12, 3), le grand roi Shapur II l’invita à un banquet et, après l’avoir aveuglé et enchaîné, le fit emprisonner dans un castellum puis mourir sous le coup de la torture. Cette information, succincte chez Ammien est parallèle à une bien plus complexe tradition arménienne représentée par le Pseudo-Fauste de Byzance (IV, 54 ; V, 7), mais aussi par Moïse de Khorène (III, 35) et par la plus tardive Vie de Saint Nerses.
Cette tradition est reprise dans un récit détaillé de Procope (Bell., I, 5, 9-40), qui se réfère à la « tradition écrite des Arméniens », selon laquelle le castellum est affublé du nom évocateur de « Forteresse de l'Oubli ». Selon le Pseudo-Fauste de Byzance et Procope, ce nom se référait à une loi persane selon laquelle il était interdit sous peine de mort de mentionner l’identité des prisonniers.
Théophylacte localise la prison et la décrit — dans un passage relatant les événements de la fin des années 570 —, comme « un lieu de rassemblement mixte d’hommes en tribulation » (III, 5, 2 s.). Il se référait à l’origine des prisonniers car la Forteresse recevait à ce moment-là des Cadusiens (une population iranienne de la Caspienne), des habitants de Dara, ville conquise en 573, « et pour le reste, d’autres hommes qui partageaient ce triste sort ».

### Un nom et une localisation incertains
Le nom de Forteresse de l'Oubli est probablement une reconstruction — péjorative — arméno-byzantine basée sur l'étymologie : Procope et Théophylacte parlent bien de léthée pour la désigner, mais Ammien parle simplement du castellum d'Agabana. La traduction arménienne de « phrourion tès lèthès » (φρούριον τῆς λήθης) donne « berd Anuš/Anyuš », soit « forteresse oubliée ». Dans la réalité, il est probable qu'il n'ait pas existé dans la tradition juridique sassanide de processus de damnatio memoriae systématique pour les prisonniers politiques ; en l'état, les sources perses ne nomment pas la prison de la même manière : elles semblent désigner le lieu comme « forteresse impérissable », ou « forteresse immortelle ».
La localisation fournie par Théophylacte situe la forteresse à l’intérieur de la Médie, dans la région de Bizae, non loin de la ville de Bendosabora (Gundishapur), au fort de Gilígerda. La région, indiquée par le Pseudo-Fauste comme Khouzistan (V, 4), correspond à la zone connue jadis des Grecs comme Susiane.

## Rôles et détenus politiques
L'usage qui fut fait de cette prison-forteresse par les souverains sassanides semble clair : détenir et condamner au silence des opposants, qu'il s'agisse de souverains vaincus, de leurs héritiers, de dissidents religieux, ou encore de vassaux rebelles.

### Rois et princes déchus: des occupants réguliers
Le Pseudo-Fauste (au IV, 54) rapporte l’emprisonnement d’Arsace dans un contexte plus détaillé. Comme ses armées ne voulaient plus lui obéir, le roi arménien avait dû accepter une rencontre avec le Grand Roi Shapur pour mettre un terme à la guerre qui jusque-là s’était caractérisée par des exploits accomplis par les Arméniens au détriment des Perses, menés notamment par le général Vasak. Selon les conseils des Mages et des Chaldéens, le Grand Roi testa la loyauté d’Arsace, en lui imposant une sorte de rituel humiliant. Devant la fière réaction de ce dernier « Shapur, roi des Perses, ordonna qu’on apportât des chaînes, et qu’on les mit au cou, aux pieds et aux mains d’Arsace ; qu’on l’emmenât à Andməš, aussi appelé le château d’Anyuš, et qu’on l’y enfermât jusqu’à sa mort ».
Le successeur d’Arsace, Khosrov IV, fut également prisonnier de la Forteresse. Moïse de Khorène (MX III, 50) raconte qu’il avait l’intention de violer le traité régissant la partition de l’Arménie conclu vers 387 apr. J.-C., ce qui avait incité Shapur à mandater son fils Ardashir pour régler la question en Arménie même. Devant la défection de l’empereur Arcadius son allié d'alors, Khosrov, après cinq ans de règne, fut détrôné par le prince perse. Il fut déporté à Ctésiphon et se retrouva par la suite prisonnier dans la Forteresse, où il demeura enchaîné pendant 22 ans, jusqu’à la mort d'Ardashir. Bien que libéré de ses chaînes, il y resta reclus jusqu’à ce que Yazdgerd lui fasse réintégrer son trône (MX III, 55), en 414.
Vers 496 environ, la Forteresse eut également un hôte de souche sassanide : le roi déchu Kavadh, que les nobles préférèrent épargner pour éviter de répandre du sang royal. Il réussit cependant à s'échapper et à récupérer son trône. Selon la tradition de Procope et d’Agathias, l’épouse de Kavadh séduisit le commandant de la Forteresse qui l’autorisa à entrer dans la cellule de son mari. L’échange de leurs vêtements permit ainsi la fuite de Kavadh (les sources divergent quant à elles sur le sort de l'épouse restée emprisonnée).
À partir du VIe siècle, la Forteresse de l’Oubli semble acquérir une certaine célébrité, au regard de la construction des sources à son sujet : Agathias parle du site sans autres explications, tenant pour acquise sa célébrité. Il est évident qu’au moins à partir du IVe siècle, la prison faisait partie des informations politiques générales et accessibles concernant l’Empire sassanide, véhiculées par les traditions auxquelles Procope se réfère et plus généralement grâce au développement des moyens de communication.

### Un lieu de détention pour la dissidence religieuse
La tradition hagiographique place une partie de la vie de Sainte Golindoush, martyre syriaque, dans la Forteresse : issue de la noblesse babylonienne et apparentée à Sainte Shirin, convertie à la foi chrétienne à la suite d'une vision, elle fut dénoncée au Grand Roi Chosroès II, qui la condamna pour apostasie et la fit enfermer. Recluse, elle apprit le psautier syriaque. Le dignitaire byzantin Aristobule serait ensuite parvenu à elle pour la libérer, mais cette dernière avait d'ores et déjà été rappelée par le nouveau souverain, Hormizd IV, pour être torturée et exécutée en public.
Il faut cependant noter que le caractère romanesque de ces récits suggère que la mention de la Forteresse de l’Oubli dans des contextes hagiographiques constitue un artifice littéraire participant de la sinistre légende autour du lieu. Par exemple, le récit sur Golindoush est divergent : seule la Passion grecque rédigée par Eustratios mentionne la Forteresse de l'Oubli, le récit de Théophylacte n'évoquant qu'une « prison dure ».

## Fonctionnement et organisation

### L'organisation administrative
Selon Giusto Traiana, les Perses définissaient la Forteresse comme un zendan, terme moyen-perse pour « prison » qui possède le sens originel d’« arsenal », dérivé de zen (arme), soit une désignation différente du lexique traditionnel de la réclusion en moyen-persan. Le lieu de détention de Kavadh est défini par Eutychios comme « un lieu où personne n’avait la permission d’aller», tandis que Tabari indique la Forteresse comme « un lieu que personne ne pouvait nommer ». Ces formules évasives ont été interprétées par Averil Cameron comme une réticence due à l’interdiction de nommer précisément la Forteresse. En réalité, il ne s’agissait pas de l’unique lieu inaccessible prévu pour la réclusion selon les normes persanes : le droit religieux persan préconisait l'incarcération dans un lieu « terrible et inaccessible, parmi des créatures nuisibles ».
La Forteresse était gouvernée par un fonctionnaire que Procope nomme « ὁ τοῦ φρουρίου ἄρχων », traduction du terme iranien zēndānpān. Son rang semble avoir été assez élevé pour figurer dans la liste des serviteurs directs du Grand Roi sur certaines inscriptions sassanides. Les sources juridiques mentionnent d'ailleurs que l'évasion d'un prisonnier peut coûter la vie au gouverneur de la prison si ce premier n'est jamais retrouvé.

### Les types de détention
Selon les sources, il existe deux types de détention possibles :
- l’incarcération avec des chaînes, destinée aux prisonniers politiques dont l'identité est sensible ainsi que, très certainement, aux délits capitaux religieux (comme Golindouch par exemple) ;
- une détention plus douce, une sorte de garde à vue réservée aux fils de rois ou bien aux princes, ainsi qu’aux notables de communautés alliées qui, retenus comme otages, garantissaient la loyauté des accords.

Certains prisonniers peuvent pour autant voir leur situation évoluer, comme c'est le cas pour Khosrov III, qui fut d'abord condamné aux chaînes et qui devint ensuite un simple otage. De même, les rebelles cadusiens et prisonniers de Dara, arrivés dans la prison vers 570, virent leur peine allégée du fait que, du point de vue perse, ils étaient devenus des sujets du Grand Roi.